# Cargotor
Cargotor sp. z o.o. – zarządca infrastruktury kolejowej na obszarze Rzeczypospolitej Polskiej, wchodzący w skład holdingu PKP Cargo Logistics.
Cargotor sp. z o.o. zarządza 24 punktami ekspedycyjnymi o łącznej długości 24 km torów. Spółka zarządza Rejonem Przeładunkowym Małaszewicze, na który składa się ok. 180 km torów ze stacjami: Chotyłów, Małaszewicze Centralne, Małaszewicze Południowe, Kobylany, Bór oraz rejonami Raniewo, Zaborze, Wólka, Podsędków.
Spółka Cargotor sp. z o.o. została powołana 10 października 2013 roku w związku z wyrokiem ETS i decyzją UTK mającym na celu ograniczenie monopolistycznych praktyk PKP Cargo wobec innych przewoźników.
Cargotor zarządza dzierżawi od PKP następujące punkty ładunkowe: Brzoza Bydgoska, Terespol Pomorski, Piotrków Trybunalski, Gomunice, Tomaszów Mazowiecki, Poddębice, Chociw Łaski, Pabianice, Ozorków, Rusiec (częściowo wyłączony z eksploatacji), Spytkowice (częściowo wyłączony z eksploatacji), Nowy Sącz (częściowo wyłączony z eksploatacji), Ciechanów, Sanok, Białystok Wygoda, Szepietowo (wyłączony z eksploatacji), Sokółka, Łomża, Suwałki, Sitkówka Nowiny (częściowo wyłączony z eksploatacji), Giżycko (częściowo wyłączony z eksploatacji), Olecko, Warszawa Białołęka, Nekla i Rybnik.
Pod koniec listopada 2021 roku PKP Cargo oraz PKP PLK podpisały list intencyjny, w którym zarządca infrastruktury wyraził zainteresowanie zakupem spółki Cargotor od przewoźnika towarowego w ramach inwestycji w suchym porcie w Małaszewiczach. W 2023 UOKiK wyraził zgodę na przejęcie firmy. Pierwszy list intencyjny wygasł 31 grudnia 2023, a w lipcu 2024 roku PKP Cargo i PKP PLK podpisały kolejny list intencyjny ustanawiający termin zakupu na lipiec 2025 roku.